# Depresja outbredowa

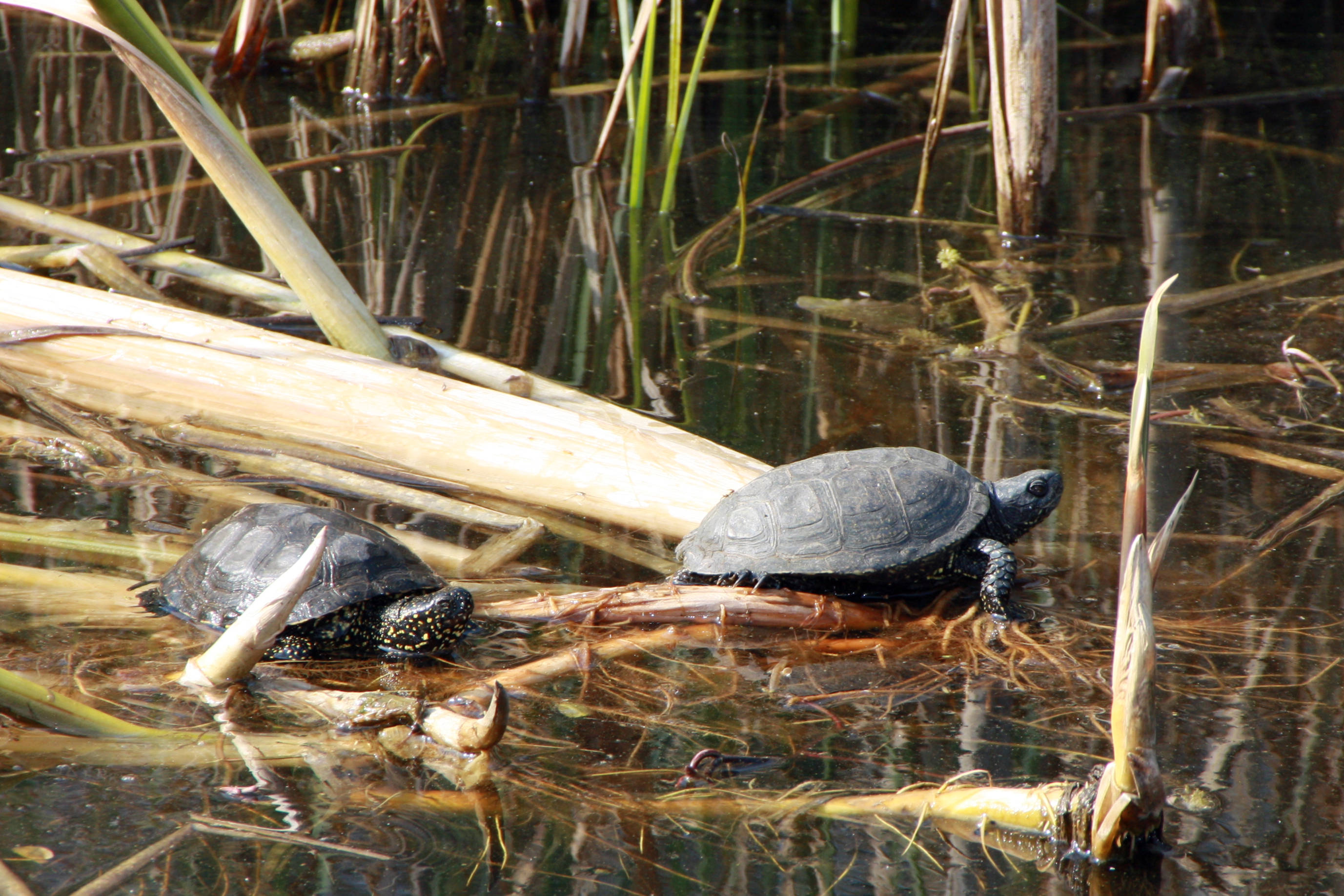
Żółw błotny, występujący w Polsce na rozproszonych i izolowanych stanowiskach, może być narażony na niekorzystne wpływy pochopnych przesiedleń lub introdukcji osobników hodowlanych

Depresja outbredowa (ang. Outbreeding depression) − zjawisko gwałtownego obniżenia się kondycji i dostosowania potomstwa dwojga odległych genetycznie rodziców, np. pochodzących z różnych, niewielkich i długo izolowanych populacji. W skrajnych przypadkach zanieczyszczenie puli genowej lokalnej populacji obcym materiałem może doprowadzić do jej wyginięcia.